# Xian de Julu
Le xian de Julu (巨鹿县 ; pinyin : Jùlù Xiàn) est un district administratif de la province du Hebei en Chine. Il est placé sous la juridiction de la ville-préfecture de Xingtai.

## Démographie
La population du district était de 351 420 habitants en 1999.